# XVIII Krajowy Festiwal Piosenki Polskiej w Opolu
XVIII Krajowy Festiwal Piosenki Polskiej w Opolu – osiemnasta edycja festiwalu, który odbył się w Opolu w 1980. Impreza trwała sześć dni, wystąpiło 100 solistów, 20 zespołów instrumentalno-wokalnych; wykonawcom towarzyszyły trzy festiwalowe orkiestry i zespół baletowy. Koncerty: Debiuty, Premiery, Prezentacje, Przeboje Studia  Gama, Wciąż o tym samym (koncert autorskiej piosenki studenckiej), Rock w Opolu i Mikrofon i Ekran.

## Koncert''Od Opola do Opola''25.06.1980
- Izabela Trojanowska i Budka Suflera – Tyle samo prawd ile kłamstw
- Ewa Bem - Moje serce to jest muzyk
- Maria Jeżowska - Żyć do pełna
- Vox - A gdyby tak
- Teresa Haremza - Spadł na ziemię gwiezdny pył
- Pod Budą - Przy niedzieli zabawa
- Zbigniew Wodecki - Lubię wracać tam gdzie byłem
- Zdzisława Sośnicka - Czy jest gdzieś taki ktoś
- Zdzisława Sośnicka - Julia i ja
- Urszula Sipińska - Pamiętam nas
- Urszula Sipińska - Są takie dni w tygodniu
- Vox - Bananowy song

## KoncertPremiery26.06.1980
- Izabela Trojanowska i Budka Suflera – Wszystko, czego dziś chcę
- Alicja Majewska - Jeszcze się tam żagiel bieli
- Andrzej Rosiewicz - Najwięcej witaminy
- Maria Jeżowska - Od rana mam dobry humor
- Maria Jeżowska - Reggae o pierwszych wynalazkach
- Maryla Rodowicz - Leżę pod gruszą
- Maryla Rodowicz - Bierz mnie
- Tender - Ballada stara jak ziemia
- Maanam - Boskie buenos
- Jerzy Rybiński  Deszcz w obcym mieście
- Ewa Bem - Z Tobą bez ciebie
- Ewa Bem - Tak mało chce
- Skaldowie - Białe chorągwie wisien
- Skaldowie - Twą jasną widzę twarz
- Grażyna Łobaszewska - Czas nas uczy pogody
- Exit - Chcesz spróbuj
- Teresa Haremza - Czy można
- Wiesław Chojnacki - Na serio życie bierz
- Renata Danel - Nie pojadę z Tobą na wieś
- Familia - Spacer z uśmiechem
- Elżbieta Midro - Dom i brzoza
- Bajm - Łamaga
- Andrzej i Eliza - Dziewczyna z miejscówkami
- Vist - Dziwny film
- Felicjan Andrzejczak - Na progu ciszy
- Danuta Morel - Chłop to płot
- Grażyna Świtała - Barwy nocy
- Tadeusz Drozda - Płacz cygana

## KoncertMikrofon i Ekran1980
Koncert reżyserowany przez Mariusza Waltera prowadzili Grażyna Szapołowska, Bogusław Sobczuk i Andrzej Jaroszewski. Wykonawcom towarzyszyła orkiestra pod dyrekcją Jerzego Miliana oraz Zbigniewa Górnego.
Koncert rozpoczął się prezentacją fragmentów widowiska Pozłacany warkocz z muzyką Katarzyny Gärtner. Udział wzięły zespoły wokalne i muzyczne: Wolna Grupa Bukowina, Music Market, Dżamble, Spirituals and Gospels Singers, Andrzej Kleszczewski (gitara) i Gang Marcela, Paweł Birula i Exodus, które towarzyszyły wokalistom
1. Maryla Rodowicz – Głowisia
2. Andrzej Zaucha – Baśka
3. Stanisław Soyka – Śpij mój maluśki
4. Krzysztof Cugowski – Gorzkie dymy
5. Music Market i Dżamble – Sobota w Michałkowicach

w dalszej części koncertu Mikrofon i Ekran występowali m.in. laureaci Debiutów (1, 2):
1. Małgorzata Zawadzka – Nie wierz mi, nie ufaj mi
2. wokaliści i tancerze Studium przy Teatrze Music Hall w Chorzowie – Wyścig
3. Zbigniew Wodecki – Lubię wracać tam gdzie byłem już
4. Zdzisława Sośnicka – Julia i ja (bis)
5. Andrzej i Eliza – Dziewczyna z miejscówkami
6. Hanna Banaszak – Witaminowa bossa nova w modnym rytmie reggae (bis) - (tańczył Janusz Józefowicz)
7. Skaldowie – Twą jasną widzę twarz
8. Vox – Bananowy song (bis)
9. Zbigniew Wodecki – Pszczółka Maja (z udziałem Zenona Laskowika)

część II Galowy koncert laureatów
1. Tender – Ballada stara jak ziemia
2. Maanam – Boskie Buenos (bis)
3. Maanam - Żądza pieniądza
4. Maryla Rodowicz – Święty spokój (utwór wykonany z udziałem Gangu Marcela przy akompaniamencie  gitary Andrzeja Kleszczewskiego
5. Majka Jeżowska
  - Reggae o pierwszych wynalazcach
  - Od rana mam dobry humor (bis)
6. Alicja Majewska – Jeszcze się tam żagiel bieli (bis) (fortepian: Włodzimierz Korcz)
7. Andrzej Rosiewicz – Najwięcej witaminy (bis)
8. Ewa Bem
  - Z Tobą, bez Ciebie
  - Tak mało chcę (solo na saksofonie: Zbigniew Namysłowski)
9. Izabela Trojanowska – Wszystko czego dziś chcę (bis)
10. wszyscy artyści – Uśmiech na co dzień

Z telewizyjnej transmisji wycięto występ Jacka Kaczmarskiego śpiewającego Obławę.

## Laureaci
Grand Prix
- Katarzyna Gärtner za muzykę do  widowiska Pozłacany warkocz

oraz nagrody główne
- Izabela Trojanowska  za interpretację piosenek Tyle samo prawd, ile kłamstw, Wszystko, czego dziś chcę (wykonane z Budką Suflera)
- Zbigniew Namysłowski za muzykę i aranżację piosenki Tak mało chcę w wykonaniu Ewy Bem

Nagrody koncertu Premiery
1. ex aequo 

- Najwięcej witaminy mają polskie dziewczyny (A. Rosiewicz) wykonanie: Andrzej Rosiewicz
- Z tobą, bez ciebie (Piotr Figiel/Andrzej Zaorski) wykonanie: Ewa Bem

2. Jeszcze się tam żagiel bieli (Włodzimierz Korcz/Wojciech Młynarski) wykonanie: Alicja Majewska

3. ex aequo 

- Reggae o pierwszych wynalazcach (Majka Jeżowska/Andrzej Mogielnicki) wykonanie: Majka Jeżowska
- Leżę pod gruszą (Święty spokój) (Seweryn Krajewski/Magda Czapińska) wykonanie: Maryla Rodowicz

Nagrody koncertu Debiuty
1. Małgorzata Zawadzka
2. Zbigniew Zamachowski
3. Ewa Uryga

wyróżnienia:
- grupa Pomian
- Edward Spyrka za przygotowanie koncertu Debiuty
- autorzy i wykonawcy widowiska estradowego: Zbigniew Czeski (reżyseria); Jonasz Kofta, Antoni Kopf i Juliusz Loranc (autorzy); zespół Studium Wokalno-Tanecznego przy Teatrze Music Hall TVP w Chorzowie (wykonawcy)
- Telewizja Polska – za inicjatywę kształcenia młodzieży estradowej

Nagroda dziennikarzy
- Jacek Kaczmarski

Miss Obiektywu
- Izabela Trojanowska